# أوقية
أوقيّة أو وَقيّة من أشهر الموازين التي كانت منتشرة في العالم العربي، وذكرت في الحديث النبوي عن أبي سلمة بن عبد الرحمن أنه قال: «سألت عائشة زوج النبي ﷺ كم كان صداق رسول الله ﷺ قالت كان صداقه لأزواجه اثنتي عشرة أوقية ونشا قالت أتدري ما النش قال قلت لا قالت نصف أوقية فتلك خمس مائة درهم فهذا صداق رسول الله ﷺ لأزواجه».

## مقدار الأوقية
أجمع العلماء بان الأوقية الشرعية (بوزن مكة في العصر النبوي) تساوي 40 درهما. وعلى ذلك فالأوقية عند الحنفية تساوي 200.8 غرام. وعند الجمهور: 201 غرام تقريبا. حسب تقدير الدرهم لكل مذهب.
«الأوقية» تختلف قيمتها باختلاف الموزون حسب المقادير الحديثة. فالأوقية من غير الذهب والفضة تعادل 127 جم أو أربعين درهمًا. 
أوقية الفضة تساوي 119 جم، وأوقية الذهب تساوي 29.75 جم.
بل إنها تختلف باختلاف الأقطار:
فأوقية مصر = 34 جم، وجنوب الشام وشماله كمثال = 200 جم أما في حمص فالأوقية = 250 جم.
وفي الحديث الشريف عن أبي سلمة قال: سألت عائشة كم كان صداق نساء النبي- ، فقالت: كان صداقه في أزواجه اثنتا عشرة أوقية ونشًا.